# Tadeusz Andrzej Broniewski

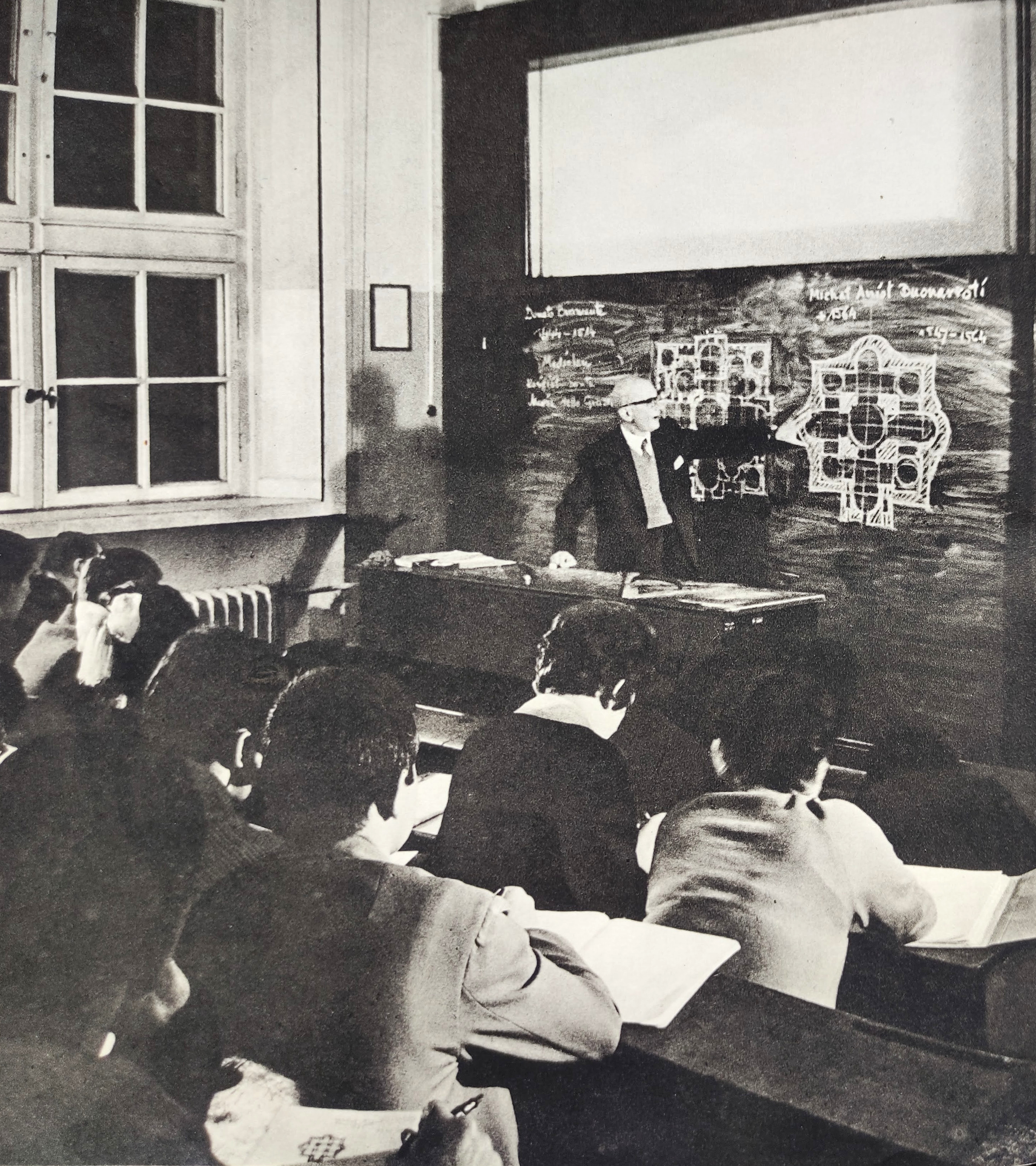
Tadeusz Broniewski prowadzący wykład na Wydziale Architektury Politechniki Wrocławskiej

Tadeusz Andrzej Broniewski (ur. 29 sierpnia 1894 w Krakowie, zm. 4 stycznia 1976 we Wrocławiu) – polski architekt, przedstawiciel modernizmu, historyk i krytyk architektury, konserwator zabytków architektury.

## Życiorys
Syn Henryka i Michaliny z Wallków. Absolwent III Gimnazjum im. Króla Jana III Sobieskiego w Krakowie. W latach 1912–1925 studiował na Wydziale Architektonicznym Politechniki Lwowskiej (z przerwą spowodowaną udziałem w wojnie). Miał stopień porucznika. Podczas działań wojennych I wojny światowej służył w armii austro-węgierskiej na Węgrzech w mieście Györ. Podczas mobilizacji w 1920 służył w Kadrze 4 Pułku Strzelców Konnych. W latach 1923–1931 pracownik naukowy Politechniki Lwowskiej. Potem (1931–1944) dyrektor Państwowej Szkoły Budownictwa w Jarosławiu i radny miasta, od 27 lipca 1944 do 10 sierpnia 1944 wiceburmistrz Jarosławia, od 1946 do 1964 pracownik naukowy Politechniki Wrocławskiej. Jego studentami byli m.in. Olgierd Czerner i Tadeusz Zipser. Doskonały rysownik, także poliglota, badacz XVI-wiecznych tekstów niemieckich. Od 1956 profesor, w latach 1949–1951 i 1958–1960 dziekan Wydziału Architektury Politechniki Wrocławskiej.
Przed wojną konserwował zabytkowe kamienice w Jarosławiu, zbudował tam także Dom Żołnierza i Miejską Kasę Oszczędności; po wojnie kierował odbudową i konserwacją m.in. kościoła św. Marii Magdaleny we Wrocławiu, kościoła parafialnego w Świętej Katarzynie i ratusza w Lubaniu, zbudował także nowy gmach Wydziału Chemii Politechniki Wrocławskiej (1948–1951).
Napisał m.in. Historię architektury w zarysie (1959) i 5-tomową Architekturę dla wszystkich (1963–1969) (wydane łącznie jako: Historia architektury dla wszystkich, Wrocław 1980, 1990); wraz z Mieczysławem Zlatem współredagował serię Śląsk w zabytkach sztuki (1959–1976), pisząc m.in. o Kłodzku, Lubaniu, Srebrnej Górze i Trzebnicy.
Pochowany na Cmentarzu Świętej Rodziny we Wrocławiu (sektor 12-64-17-17a).

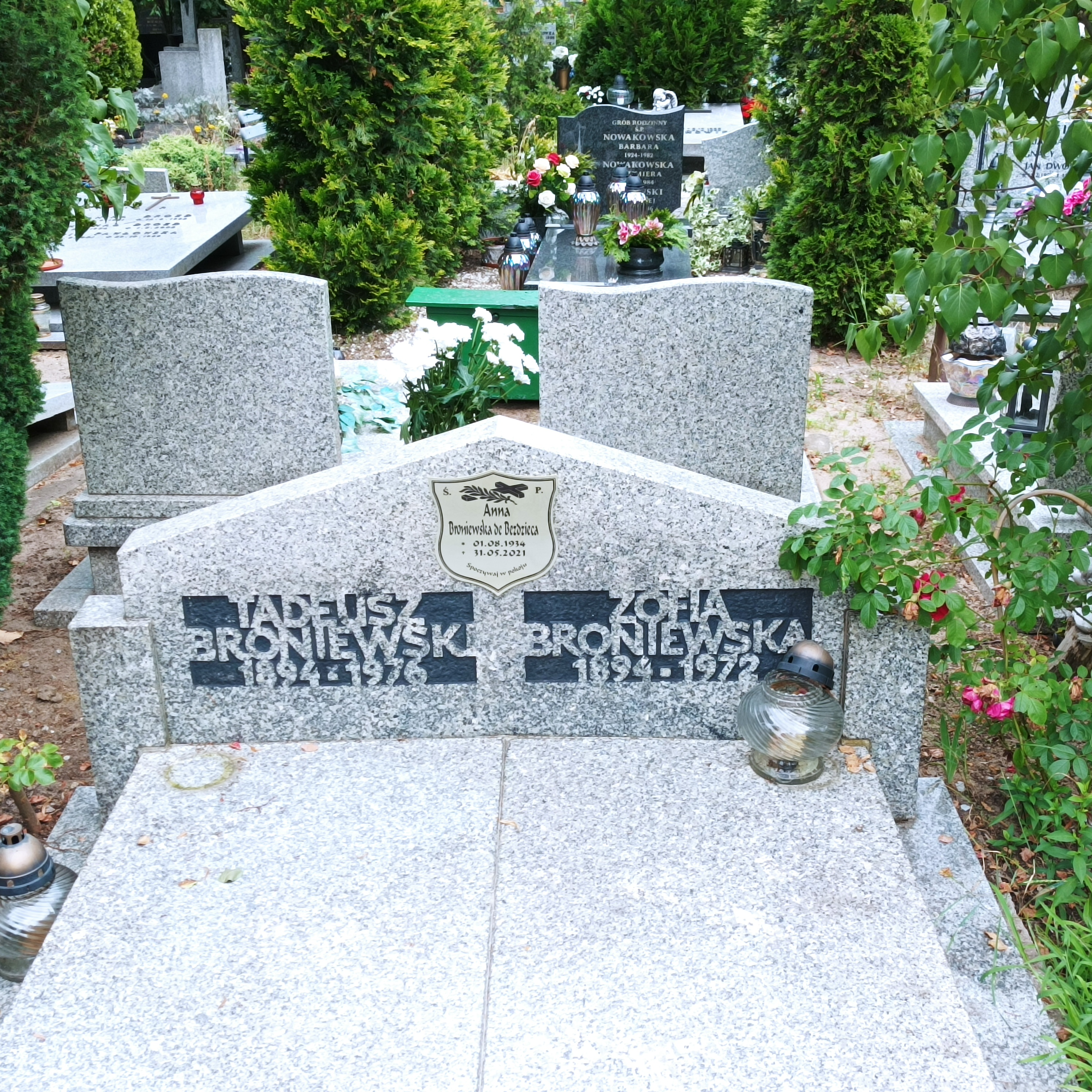
Grób prof. Tadeusza Broniewskiego na Cmentarzu św. Rodziny we Wrocławiu

Od 1919 był mężem Zofii z Mińskich (1894–1972). Jego córką jest architekt Anna Broniewska de Bezdzieca. 

## Ordery i odznaczenia
- Krzyż Kawalerski Orderu Odrodzenia Polski
- Złoty Krzyż Zasługi (30 kwietnia 1937)[5][6]
- Brązowy Medal Zasługi Wojskowej „Signum Laudis” z mieczami na wojennej wstążce (Austro-Węgry, 1917)[3]

## Upamiętnienie
Jedna z ulic w Jarosławiu została nazwana imieniem prof. Tadeusza Broniewskiego.